# 陳祖烈
陳祖烈（1933年5月28日—），字衎夫，前中华民国籃球運動員。曾代表中華民國參加1956年夏季奧林匹克運動會和1959年世界籃球錦標賽，其中在1959年世界籃球錦標賽以場均20.1分獲得大會得分王，也協助球隊獲得隊史最佳的第四名。曾擔任臺灣銀行與公賣金龍總教練。2022年入選第一屆台灣籃球名人堂。
他的父親陳其業是實業家以及民主革命家，叔父陳其美、同父異母之兄陳果夫、陳立夫皆為中國國民黨的重要人物。

## 外部連結
- 陳祖烈在fiba.basketball（英语）
- 陳祖烈在archive.fiba.com（archived）（英语）
- 陳祖烈在archive.fiba.com（archived）（英语）
- 陳祖烈在Basketball-Reference.com（國際）（英语）
- 陳祖烈在Olympedia（英语）